# Skamgrepp
Skamgrepp (engelska Disclosure) är en amerikansk thriller från 1994, i regi av Barry Levinson och med Demi Moore och Michael Douglas i huvudrollerna. Filmen hade Sverigepremiär den 27 januari 1995.

## Handling
Tom Sanders är en lyckligt gift man med en fru som är advokat, två barn, fin villa och en lysande framtida karriär på företaget DigiCom, där Tom förväntar sig att snart bli befordrad för det nya chefsjobbet. Men företagets chef, Bob Garvin, har andra planer och anställer den utomstående Meredith Johnson istället. Tom känner igen Meredith från sin tid som ungkarl, då han hade en affär med henne. När Meredith nu åter försöker förföra Tom igen backar Tom ur och Meredith lovar att hon kommer att hämnas på Tom för det.

## Om filmen
Filmen spelades in på Bainbridge Island och i Seattle i delstaten Washington samt i Warner Brothers Burbank Studios i Burbank, Kalifornien.

## Rollista
| Michael Douglas   | – Tom Sanders       |
| Demi Moore        | – Meredith Johnson  |
| Donald Sutherland | – Bob Garvin        |
| Caroline Goodall  | – Susan Hendler     |
| Dylan Baker       | – Philip Blackburn  |
| Roma Maffia       | – Catherine Alvarez |
| Dennis Miller     | – Marc Lewyn        |
| Allan Rich        | – Ben Heller        |
| Rosemary Forsyth  | – Stephanie Kaplan  |
| Jacqueline Kim    | – Cindy Chang       |
| Donal Logue       | – Chance Geer       |